# Vidunderlig og elsket af alle
Vidunderlig og elsket af alle er en svensk komediefilm fra 2007 instrueret af Hannes Holm. Filmen er baseret på en bog af Martina Haag, som også spiller hovedrollen. Andre medvirkende tæller for eksempel Nikolaj Coster-Waldau, Ellen Jelinek og Jan Mybrand.

## Handling
Drømmeren og singlepigen Isabellas (Martina Haag) liv arter sig ikke helt, som det burde. På dette tidspunkt i sit liv synes Isabella mindst, at hun burde have mødt drømmemanden, være feteret filmstjerne og have scoret kassen, hvilket ikke just er tilfældet. Så da Isabella pludselig får chancen for at udføre akrobatiske kunster i en Bergman-teaterforestilling, springer hun naturligvis straks til. Men fra det øjeblik forandres tingene fra skidt til rigtig slemt. Isabella forelsker sig nemlig stormende i den danske gæstestjerne (Nikolaj Coster-Waldau), der selvfølgelig viser sig at være en slesk charlatan.

## Medvirkende (i udvalg)
- Martina Haag som Isabella Eklöf
- Nikolaj Coster-Waldau som Micke
- Ellen Jelinek som Kajsa
- Katrin Sundberg som Liselotte
- Jan Mybrand som Boström
- Ingrid Luterkort som mormor
- Stig Engström som Rolf
- Jonas Malmsjö som Pelle
- Mikael Persbrandt som sig selv